# USAC-Saison 1968
Die USAC-Saison 1968 war die 47. Meisterschaftssaison im US-amerikanischen Formelsport. Sie begann am 17. März in Hanford und endete am 1. Dezember 1968 in Riverside. Bobby Unser sicherte sich den Titel.

## Rennergebnisse
| Nr. | Datum         | Veranstaltung (Rennstrecke)                                          | Meilen  | Sieger            | Sieger            | Siegerteam           |
| --- | ------------- | -------------------------------------------------------------------- | ------- | ----------------- | ----------------- | -------------------- |
| 1   | 17. März      | California 200 (Hanford Motor Speedway) (O)                          | 201     | Gordon Johncock   | Gordon Johncock   | Gerhardt-Offenhauser |
| 2   | 31. März      | Stardust 150 (Stardust International Raceway) (P)                    | 150     | Bobby Unser       | Bobby Unser       | Eagle-Ford           |
| 3   | 07. April     | Jimmy Bryan Memorial (Phoenix International Raceway) (O)             | 150     | Bobby Unser       | Bobby Unser       | Eagle-Offenhauser    |
| 4   | 21. April     | Trenton 150 (Trenton International Speedway) (O)                     | 150     | Bobby Unser       | Bobby Unser       | Eagle-Offenhauser    |
| 5   | 30. Mai       | International 500 Mile Sweepstakes (Indianapolis Motor Speedway) (O) | 500     | Bobby Unser       | Bobby Unser       | Eagle-Offenhauser    |
| 6   | 09. Juni      | Rex Mays Classic (The Milwaukee Mile) (O)                            | 150     | Lloyd Ruby        | Lloyd Ruby        | Mongoose-Offenhauser |
| 7   | 15. Juni      | Telegraph Trophy 200 (Mosport Park) (P)                              | 98,36   | Lauf 1            | Dan Gurney        | Eagle-Weslake        |
| 8   | 15. Juni      | Telegraph Trophy 200 (Mosport Park) (P)                              | 14,754  | Lauf 2            | Dan Gurney        | Eagle-Weslake        |
| 9   | 23. Juni      | Langhorne 150 (Langhorne Speedway) (O)                               | 150     | Gordon Johncock   | Gordon Johncock   | Gerhardt-Offenhauser |
| 10  | 29. Juni      | Pikes Peak Auto Hill Climb (BR)                                      | 12,42   | Bobby Unser       | Bobby Unser       | Chevrolet            |
| 11  | 07. Juli      | Rocky Mountain 150 (Continental Divide Raceway) (P)                  | 151,62  | A. J. Foyt        | A. J. Foyt        | Coyote-Ford          |
| 12  | 13. Juli      | Nazareth 100 (Nazareth Speedway) (UO)                                | 100,125 | Al Unser          | Al Unser          | Dunlop-Offenhauser   |
| 13  | 21. Juli      | Indy 200 (Indianapolis Raceway Park) (P)                             | 100     | Lauf 1            | Al Unser          | Lola-Ford            |
| 14  | 21. Juli      | Indy 200 (Indianapolis Raceway Park) (P)                             | 100     | Lauf 2            | Al Unser          | Lola-Ford            |
| 15  | 28. Juli      | Langhorne Twin 100 (Langhorne Speedway) (O)                          | 100     | Lauf 1            | Al Unser          | Lola-Ford            |
| 16  | 28. Juli      | Langhorne Twin 100 (Langhorne Speedway) (O)                          | 100     | Lauf 2            | Al Unser          | Lola-Ford            |
| 17  | 04. August    | St. Jovite (Circuit Mont-Tremblant) (P)                              | 100,7   | Lauf 1            | Mario Andretti    | Brawner-Ford         |
| 18  | 04. August    | St. Jovite (Circuit Mont-Tremblant) (P)                              | 100,7   | Lauf 2            | Mario Andretti    | Brawner-Ford         |
| 19  | 17. August    | Tony Bettenhausen 100 (Illinois State Fairgrounds) (UO)              | 100     | Roger McCluskey   | Roger McCluskey   | Kuzma-Offenhauser    |
| 20  | 18. August    | Tony Bettenhausen 200 (The Milwaukee Mile) (O)                       | 200     | Lloyd Ruby        | Lloyd Ruby        | Mongoose-Offenhauser |
| 21  | 02. September | Ted Horn Memorial (DuQuoin State Fairgrounds) (UO)                   | 100     | Mario Andretti    | Mario Andretti    | Kuzma-Offenhauser    |
| 22  | 07. September | Hoosier Hundred (Indiana State Fairgrounds) (UO)                     | 100     | A. J. Foyt        | A. J. Foyt        | Mesowski-Offenhauser |
| 23  | 22. September | Trenton 200 (Trenton International Speedway) (O)                     | 200     | Mario Andretti    | Mario Andretti    | Brawner-Offenhauser  |
| 24  | 29. September | Golden State 100 (California State Fairgrounds) (UO)                 | 100     | A. J. Foyt        | A. J. Foyt        | Mesowski-Offenhauser |
| 25  | 13. Oktober   | Michigan Inaugural 250 (Michigan International Speedway) (O)         | 100     | Ronnie Bucknum    | Ronnie Bucknum    | Eagle-Offenhauser    |
| 26  | 03. November  | Hanford 250 (Hanford Motor Speedway) (O)                             | 250,5   | A. J. Foyt        | A. J. Foyt        | Coyote-Ford          |
| 27  | 17. November  | Bobby Ball Memorial (Phoenix International Raceway) (O)              | 200     | Gary Bettenhausen | Gary Bettenhausen | Gerhardt-Offenhauser |
| 28  | 01. Dezember  | Rex Mays 300 (Riverside International Raceway) (P)                   | 301,6   | Dan Gurney        | Dan Gurney        | Eagle-Weslake        |

- Erklärung: O: Oval, UO: unbefestigtes Oval, BR: Bergrennen, P: permanente Rennstrecke

## Fahrer-Meisterschaft (Top 10)
| 1. | Bobby Unser      | 4330 |
| 2. | Mario Andretti   | 4319 |
| 3. | Al Unser         | 2895 |
| 4. | Lloyd Ruby       | 2799 |
| 5. | Bill Vukovich II | 2410 |

| 6.  | A. J. Foyt        | 1860 |
| 7.  | Dan Gurney        | 1800 |
| 8.  | Gary Bettenhausen | 1595 |
| 9.  | Mel Kenyon        | 1355 |
| 10. | Jim Malloy        | 1265 |